# Litorhina perplexus
Litorhina perplexus är en tvåvingeart som först beskrevs av Mario Bezzi 1912.  Litorhina perplexus ingår i släktet Litorhina och familjen svävflugor. Inga underarter finns listade i Catalogue of Life.